# Władimir Kirillin
Władimir Aleksiejewicz Kirillin (ros. Влади́мир Алексе́евич Кири́ллин, ur. 7 stycznia?/20 stycznia 1913 w Moskwie, zm. 28 stycznia 1999 tamże) – radziecki fizyk i polityk, wicepremier ZSRR (1965–1980).

## Życiorys
W latach 1931–1936 studiował w Moskiewskim Instytucie Energetycznym, po czym pracował w elektrowni kondensacyjnej w Kaszyrze, od 1937 członek WKP(b). W latach 1938–1941 wykładał w Moskiewskim Instytucie Energetycznym, 1941–1943 służył w Armii Czerwonej, od 1943 ponownie pracował w Moskiewskim Instytucie Energetycznym, od 1951 doktor nauk technicznych, od 1952 profesor. Od 1954 wiceminister szkolnictwa wyższego ZSRR, w 1955 zastępca przewodniczącego Państwowego Komitetu ds. Nowej Techniki przy Radzie Ministrów ZSRR, w latach 1955–1963 kierownik Wydziału Nauki, Wyższych Uczelni i Szkół KC KPZR, od lutego 1963 do 12 listopada 1965 wiceprezydent Akademii Nauk ZSRR. Od października 1965 do stycznia 1980 zastępca przewodniczącego Rady Ministrów ZSRR – przewodniczący Państwowego Komitetu Rady Ministrów ZSRR ds. nauki i techniki, następnie na emeryturze, w latach 1980–1985 kierownik sektora wysokich temperatur Akademii Nauk ZSRR, 1985–1988 akademik-sekretarz Wydziału Nauk Fizyko-Technicznych i Energetyki Akademii Nauk ZSRR. Od 25 lutego 1956 do 17 października 1961 członek Centralnej Komisji Rewizyjnej KPZR, od 31 października 1961 do 29 marca 1966 zastępca członka, a od 8 kwietnia 1966 do 23 lutego 1981 członek KC KPZR. Deputowany do Rady Najwyższej ZSRR od 6 do 10 kadencji. Pochowany na Cmentarzu Nowodziewiczym.

## Odznaczenia i nagrody
- Order Lenina (czterokrotnie)
- Order Czerwonego Sztandaru Pracy
- Nagroda Stalinowska (1951)
- Nagroda Leninowska (1959)
- Nagroda Państwowa ZSRR (1976)
- Krzyż Komandorski Orderu Zasługi Polskiej Rzeczypospolitej Ludowej (1979)[1]